# Emilia-Romagna Tennis Cup 2025
L'Emilia-Romagna Tennis Cup 2025 è stato un torneo maschile di tennis professionistico. È stata la 6ª edizione del torneo, facente parte della categoria Challenger 125 nell'ambito dell'ATP Challenger Tour 2025, con un montepremi di 181 000 €. Si è giocato dal 16 al 21 giugno 2025 sui campi in terra rossa del Sporting Club Sassuolo di Sassuolo, in Italia.

## Partecipanti

### Teste di serie
| Nazionalità | Giocatore           | Ranking* | Testa di serie |
| ----------- | ------------------- | -------- | -------------- |
| Spagna      | Carlos Taberner     | 128      | 1              |
| Lituania    | Vilius Gaubas       | 133      | 2              |
| Serbia      | Dušan Lajović       | 137      | 3              |
| Italia      | Francesco Passaro   | 141      | 4              |
| Giappone    | Tarō Daniel         | 153      | 5              |
| Svizzera    | Stan Wawrinka       | 155      | 6              |
| Austria     | Lukas Neumayer      | 166      | 7              |
| Ecuador     | Álvaro Guillén Meza | 175      | 8              |

* Ranking al 9 giugno 2025.

### Altri partecipanti
I seguenti giocatori hanno ricevuto una wild card per il tabellone principale:
- Federico Bondioli
- Stan Wawrinka
- Giulio Zeppieri

Il seguente giocatore è entrato in tabellone nell'ambito del Next Gen Accelerator Programme:
- Rei Sakamoto

Il seguente giocatore è entrato in tabellone nell'ambito come alternate:
- Stefano Travaglia

I seguenti giocatori sono passati dalle qualificazioni:
- Ryan Nijboer
- Elias Ymer
- Stefano Napolitano
- Marco Cecchinato
- Oleg Prihodko
- Giovanni Fonio

I seguenti giocatori sono entrati in tabellone come lucky loser:
- Raul Brancaccio
- Oriol Roca Batalla

## Punti e montepremi
| Torneo    | Torneo              | V      | F      | SF    | QF    | 2T    | 1T    | Q | Q2  | Q1  |
| Singolare | Punti               | 125    | 64     | 35    | 16    | 8     | 0     | 5 | 3   | 0   |
| Singolare | Premi in denaro (€) | 19 650 | 11 570 | 6 850 | 3 990 | 2 345 | 1 420 | – | 710 | 355 |
| Doppio    | Punti               | 125    | 64     | 35    | 16    | –     | 0     | – | –   | –   |
| Doppio    | Premi in denaro (€) | 8 420  | 4 900  | 2 940 | 1 750 | –     | 990   | – | –   | –   |

## Campioni

### Singolare
Carlos Taberner ha sconfitto in finale  Dušan Lajović con il punteggio di 7–6(1), 6–2.

### Doppio
Matthew Romios /  Ryan Seggerman hanno sconfitto in finale  Alexander Erler /  Constantin Frantzen con il punteggio di 7–6(4), 3–6, [10–7].